# Guiseley AFC
Guiseley AFC är en engelsk fotbollsklubb i Guiseley, grundad 1909. Hemmamatcherna spelas på Nethermoor Park. Smeknamnet är The Lions. Klubben spelar i National League North.

## Historia

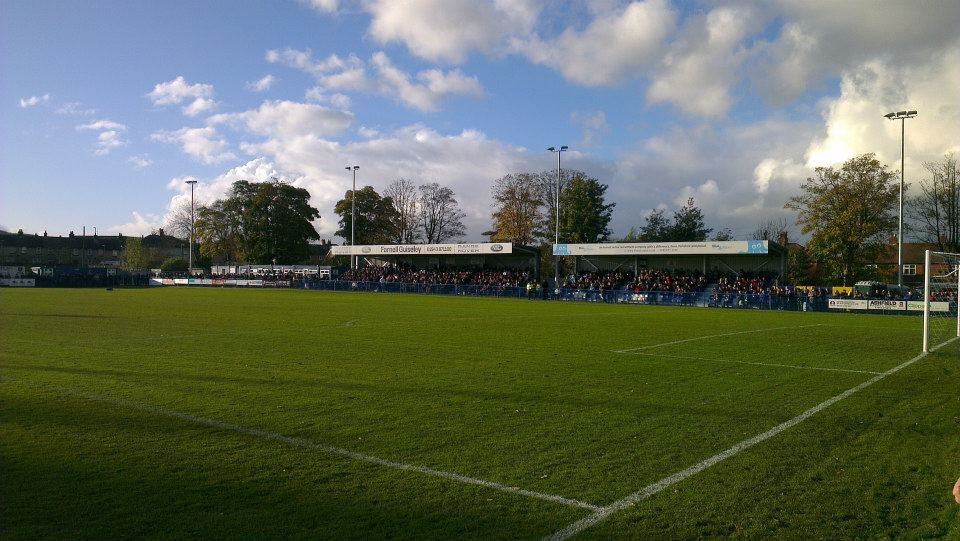
Klubbens hemmaarena sedan grundandet 1909 är Nethermoor Park.

Klubbens första framgång kom 1913 då man vann Wharfedale League. Efter första världskriget bytte man till Leeds League och 1924 till West Riding County Amateur Football League, där man vann fyra ligatitlar på 1930-talet. Man gick även två gånger till åttondelsfinal i FA Amateur Cup. Nästa gång Guiseley vann ligan var 1956, men därefter bytte man till West Yorkshire Football League.
1968 gick klubben över till Yorkshire Football League, där man åkte upp och ned mellan ligans divisioner under flera år. I cupturneringen West Riding County Cup vann man finalen tre år i rad 1979–1981 och även 1983. 1981 gick Guiseley till kvartsfinal i FA Vase.
I samband med en omstrukturering av ligasystemet under The Football League 1982 slogs Yorkshire Football League ihop med Midland Football League och bildade den nya Northern Counties East Football League, där Guiseley placerades i Premier Division. Säsongen 1990/91 vann klubben FA Vase, där man i finalen besegrade Gresley Rovers. Första finalmatchen på Wembley slutade 4–4, men Guiseley vann returen på Bramall Lane i Sheffield med 3–1. Samma säsong vann klubben även ligan, och ligans cup, och flyttades upp till Northern Premier League First Division. Året efter lyckades klubben nå första omgången i FA-cupen för första gången, men åkte ut mot Football League-klubben Chester City. Man gick även till final i FA Vase för andra året i rad, men denna gång blev det förlust med 3–5 mot Wimborne Town.
Säsongen 1993/94 vann Guiseley NPL First Division och gick upp till Premier Division, och samma säsong gick man även till semifinal i FA Trophy och vann Northern Premier League President's Cup. Även året efter blev framgångsrik med en tredjeplats i NPL Premier Division som nykomling och en plats i FA-cupens första omgång, där man åkte ut mot Carlisle United. De följande säsongerna gick inte lika bra, men man kom trea igen säsongen 1998/99. Året efter kom man dock näst sist och åkte ned till First Division, där man blev kvar till och med 2003/04. Trots att man bara blev nia den säsongen blev klubben uppflyttad till Premier Division eftersom ligastrukturen gjordes om.
Guiseley vann Northern Premier League Challenge Cup säsongen 2008/09 och fick även tack vare en fjärdeplats i NPL Premier Division kvala till Conference North, där man dock åkte ut i första omgången mot Nantwich Town. Säsongen efter firade klubben 100 år och arenan förbättrades med en ny läktare och ny belysning. Klubben firade med att vinna divisionen och gå upp till Conference North efter en dramatisk sista omgång där vinst parad med poängförlust för rivalerna Boston United och Bradford Park Avenue gav klubben ligatiteln.
Redan första säsongen i Conference North 2010/11 kom Guiseley femma och fick kvala till Conference Premier, men man föll i finalen mot Telford United med 2–3 efter att motståndarna gjort mål på övertid. Året efter blev klubben tvåa, men åkte ut i första kvalomgången, vilket upprepades även säsongen efter det. 2013/14 kom Guiseley femma, men gick för andra gången till kvalfinal, denna gång mot Altrincham. Vid detta tillfälle krävdes det förlängning innan Guiseley föll, 1–2. En ny femteplats följande säsong innebar kval för femte året i rad och denna gång gick det vägen. I finalen besegrades Chorley med 3–2 efter att Guiseley legat under med 0–2 i halvtid. Klubben var nu klar för toppdivisionen, som bytt namn till National League, den högsta divisionen under The Football League.
Under debutsäsongen i National League kom Guiseley på 20:e plats och undvek nedflyttning med en poängs marginal. Två säsonger senare kom man dock sist och åkte ned till National League North, som Conference North bytt namn till.
I FA-cupen har Guiseley aldrig nått längre än till andra omgången, vilket man gjorde för första gången säsongen 2017/18.

## Meriter

### Liga
- National League eller motsvarande (nivå 5): 20:e 2015/16 (bästa ligaplacering)
- Northern Premier League Premier Division: Mästare 2009/10
- Northern Premier League First Division: Mästare 1993/94

### Cup
- FA Vase: Mästare 1990/91
- Northern Premier League Challenge Cup: Mästare 2008/09
- Northern Premier League President's Cup: Mästare 1993/94
- West Riding County Cup: Mästare 1978/79, 1979/80, 1980/81, 1982/83, 1993/94, 1995/96, 2004/05, 2010/11, 2011/12

### Webbkällor
- ”Club History” (på engelska). Guiseley AFC. http://guiseleyafc.co.uk/club-info/club-history. Läst 4 mars 2017.